# 509 (nombre)
Pour l’article homonyme, voir 509.
509 est un entier naturel, il précède 510 et suit 508.

## En mathématiques
- 509 est un nombre premier de Sophie Germain.
- le plus petit nombre premier de Sophie Germain pour commencer une chaîne de Cunningham à 4 termes de premier ordre {509, 1019, 2039, 4079},
- nombre premier de Chen,
- nombre premier d'Eisenstein sans partie imaginaire,
- nombre hautement cototient

## Dans d'autres domaines
- Années historiques : -509 et 509